# Joan Pérez i Jorba
Joan Pérez i Jorba (Barcelona, Barcelonès, 1878 — Voutenay-sur-Cure, França, agost de 1928) va ser un poeta, traductor i crític literari català. Va ser el pare de l'escriptor Jaume Pérez-Jorba.
Va estar vinculat a diversos grups modernistes de tendència regeneracionista (entre els quals, el de L'Avenç). Va col·laborar a L'Atlàntida, La Renaixença i en diverses publicacions vinculades al modernisme reusenc (“La Nova Catalunya”, “Lo Somatent” i “El Francolí”). El 1898 va ser un dels principals impulsors de la revista “Catalònia”, des d'on defensà el vitalisme, criticà el decadentisme i difongué l'obra de D'Annunzio i d'Émile Verhaeren.
El 1900 o el 1901 va marxar a París, probablement a causa dels seus lligams amb l'anarquisme, i estigué vinculat a la Banque de Catalogne (des del 1924). Des d'allà va col·laborar a “Las Noticias”, El Poble Català (en fou corresponsal durant la Primera Guerra Mundial), “Le Figaro”, “La Publicidad”, “El Día Gráfico”, La Veu de Catalunya, “Terramar” i “El Globo” de Madrid. També és present en publicacions de caràcter anarquista o regeneracionista com La Revista Blanca i “Un Enemic del Poble”.
Des de ben aviat s'interessà pels nous corrents avantguardistes i en fou un dels principals divulgadors, especialment des de L'Instant (1918-19), revista que ell mateix fundà a París i que subtitulà “Revue franco-catalane”. Col·laborà en revistes de l'avantguarda internacional, com “Noi” a Itàlia, “Grecia” a Espanya o “La Révue de l'Époque” a França. També traduí poemes d'Apollinaire, Reverdy, Pierre Albert-Birot (a qui dedicà un llibre: Pierre Albert-Birot, 1920), Max Jacob i Tristan Tzara. Com a poeta publicà Poemes (1913), Sang en rovell d'ou (1918), que inclou poemes abrandats i aliadòfils sobre la guerra, i Turmell i el boc en flames (1921), de tema amorós.
Va dirigir la sucursal del Banc de Catalunya a París, que la dirigí amb èxit i aprovació de tothom fins a la seva mort a finals d'agost de 1928.